# Bolxoi Príklon
Bolxoi Príklon (en rus: Большой Приклон) és un poble de l'óblast de Vladímir, a Rússia, segons el cens del 2010 tenia 405 habitants. Pertany al districte municipal de Mélenki.